# Abel Dufrane
Abel Dufrane (* 8. Mai 1880 in Frameries; † 29. Dezember 1960 in Mons) war ein belgischer Entomologe mit dem Spezialgebiet Schmetterlinge.

## Leben und Werk
Abel Dufrane wurde im Mai 1880 in der belgischen Gemeinde Frameries in Wallonien geboren. Als Entomologe erforschte Dufrane insbesondere die Schmetterlinge des Kiwusees in Zentralafrika. Er war Mitglied der Königlich-Belgischen Entomologischen Vereinigung, in deren Mitteilungsblättern er regelmäßig über seine Sammlung und seine Forschungsergebnisse berichtete. Außerdem veröffentlichte er Beiträge in der belgischen entomologischen Fachzeitschrift Lambillionea und weiteren einschlägigen Publikationen.
Dufrane war Erstbeschreiber von 5 Schmetterlingsgattungen, 625 Schmetterlingsarten und 27 Unterarten.

## Veröffentlichungen (Auswahl)
- Variation chez Papilio (S.S.) antimachus Drury. In: Lambillionea. Band 29, 1929, S. 138–139.
- Quelques Rhopaloceres. In: Lambillionea. Band 33, 1933, S. 164–166.
- Sur quelques espèces du genre Papilio. In: Lambillionea. Band 36, 1936, S. 40–42.
- Lepidopteres du Kivu. In: Bulletin et Annales de la Société Royale Entomologique de Belgique. Band 79, 1939, S. 405–408.
- Lepidopteres du Kivu (2e note) (1). In: Bulletin et Annales de la Société Royale Entomologique de Belgique. Band 80, 1940, S. 129–134.
- Lepidopteres du Kivu (3e note) (1). In: Bulletin et Annales de la Société Royale Entomologique de Belgique. Band 81, 1945, S. 90–143.
- Papilionidae. In: Bulletin et Annales de la Société Royale Entomologique de Belgique. Band 82, 1946, S. 101–122.
- Pieridae. In: Bulletin et Annales de la Société Royale Entomologique de Belgique. Band 83, 1947, S. 46–73.
- A propos de Danaus (Limnas Hbn) chrysippus L. (Lep. Danaidae). In: Miscellania Entomologica. Band 45, 1948, S. 49–51.
- Note sur les Danaidae. In: Bulletin Mensuel de la Société Linneenne de Lyon. Band 17, 1948, S. 192–194.
- Lepidopteres du Kivu (4e note). In: Bulletin et Annales de la Société Royale Entomologique de Belgique. Band 84, 1948, S. 160–168.
- Lepidopteres du Kivu (5e note). In: Bulletin et Annales de la Société Royale Entomologique de Belgique. Band 89, 1953, S. 41–57.
- A propos de Syntarucus pulchra Murray (Lep. Lyc.). In: Bulletin et Annales de la Société Royale Entomologique de Belgique. Band 90, 1954, S. 66–68.
- Sur quelques Lycaenidae d’Afrique. In: Bulletin et Annales de la Société Royale Entomologique de Belgique. Band 90, 1954, S. 282–286.
- Microlepidoptères de la faune belge. In: Bulletin du Musée royal d'histoire naturelle de Belgique. Band 31, Nr. 33, 1955, S. 2.